# Hirekudi, Chikodi
Hirekudi là một làng thuộc tehsil Chikodi, huyện Belgaum, bang Karnataka, Ấn Độ.